# Три мускетара (филм из 1973)
Три мускетара (енгл. The Three Musketeers) је британско-америчко-шпанско-панамски историјско-авантуристички филм из 1973. Снимљен је у режији Ричарда Лестера и сматра се за једну од најпознатијих екранизација истоименог романа Александра Диме. Филм је након премијере побрао позитивне критике како код публике тако и код критике.

## Радња
Млади и неискусни Д’Артањан, дечак из провенције који долази у Париз како би постао мускетар од самог старта уз помоћ свог пргавог карактера упада у разне невоље. Кроз неочекивани сплет околности, млади Д’Артања успева да се завади са сва три позната мускетара који су лишени својих дужности и пуштени да тумарају улицама Париза као пијанице. Договорени окршај убрзо прераста у сукоб са восјком краља, где се њих четворица боре са четрдесет војника. Савладавши краљеву војску, дружина бива позвана код истог, и на негодовање Кардинала Ришељеа бива враћена на стари ранк. Убрзо се сазнаје за подли план Кардинала да завади краљицу и краља, прилепивши јој лажни сценарио прељубе са лордом Банкингемом, тако да је на нашим јунацима да исправе неправду и очисте краљичино име пре него што краљ стигне да посумња у њену лојалност.

## Улоге
| Глумац            | Улога                                |
| ----------------- | ------------------------------------ |
| Оливер Рид        | Атос                                 |
| Ракел Велч        | Констанса де Бонасје                 |
| Ричард Чејмберлен | Арамис                               |
| Мајкл Јорк        | Д`Артањан                            |
| Френк Финли       | Портос                               |
| Кристофер Ли      | Рошфор                               |
| Џералдин Чаплин   | краљица Ана                          |
| Чарлтон Хестон    | кардинал Ришеље                      |
| Феј Данавеј       | миледи де Винтер                     |
| Жан-Пјер Касел    | краљ Луј XIII                        |
| Рој Кинер         | Планше                               |
| Џос Екланд        | отац Д`Артањана                      |
| Сибил Денинг      | Јуџин                                |
| Сајмон Вард       | Џорџ Вилерс, 1. војвода од Бакингема |
| Спајк Милиган     | господин Бонасје                     |

## Награде
Филм је освојио бројне награде:
- Награда Златни глобус за најбољу главну глумицу у играном филму (мјузикл или комедија) (1975): – Ракел Велч
- Награда БАФТА (1975) – Најбољи сниматељ, номинација: David Watkin
- Награда БАФТА (1975) – Најбољи костимографски пројекат, номинација: Yvonne Blake
- Награда БАФТА (1975) – Најбољи визуелни пројекат, номинација: Brian Eatwell
- Награда БАФТА (1975) – Најбоља монтажа, номинација:Џон Виктор Смит
- Награда БАФТА (1975) – Најбоља филмска музика, номинација: Michel Legrand
- Награда Златни глобус (1975): Најбољи филм – музички филм и комедија, номинација